# 何彬生
何彬生（1957年—），湖南衡阳人，汉族，中华人民共和国政治人物、第十二届全国人民代表大会湖南地区代表。
毕业于湖南大学科技与经济管理学专业。加入九三学社。2013年，担任全国人大代表。